# مكتبة جامعة كورنيل

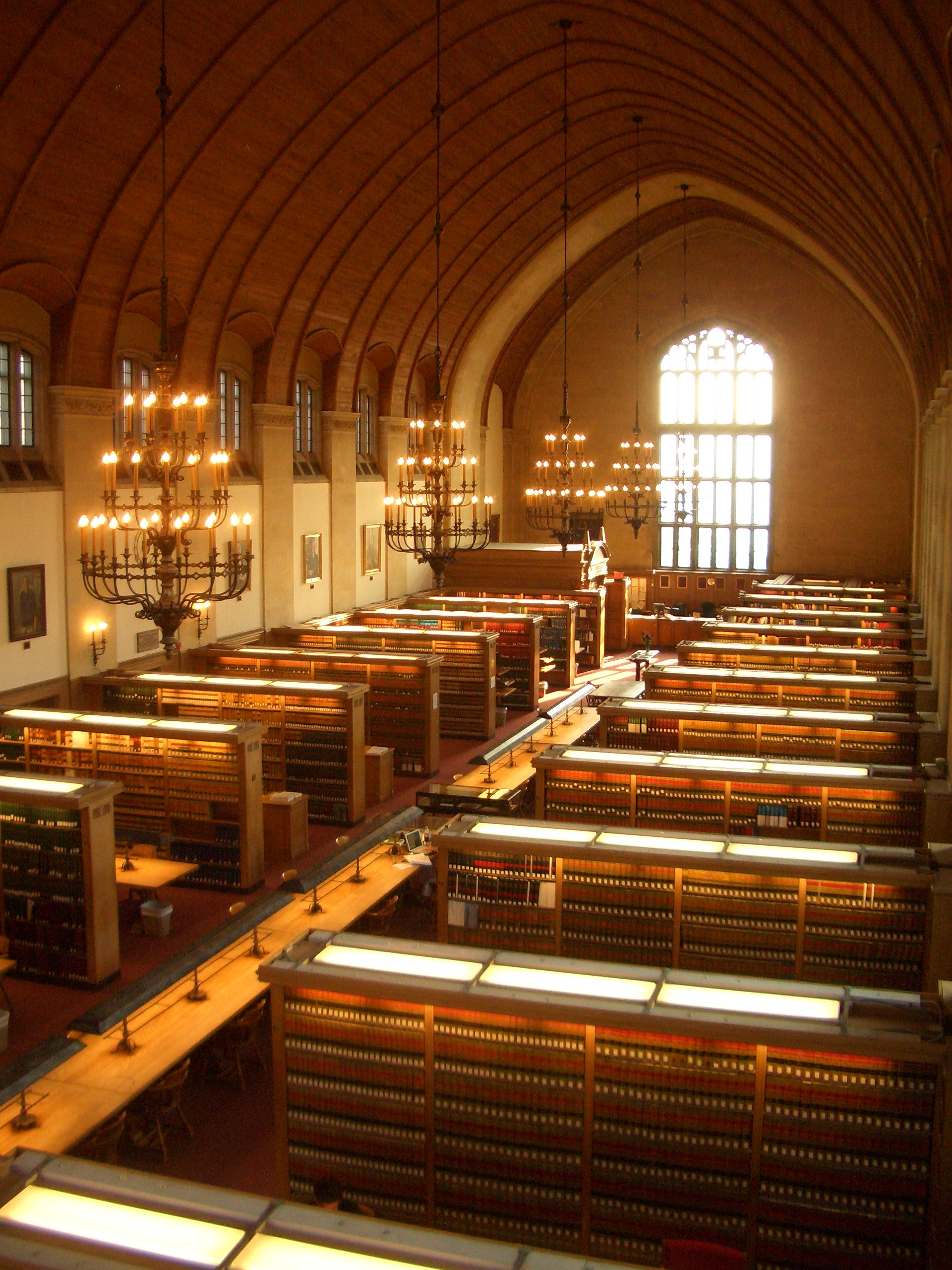
مكتبة كلية الحقوق بجامعة كورنيل.

مكتبة جامعة كورنيل هي إحدى أهم المكتبات الأمريكية التي تتبع لجامعة كورنيل. وقد بلغت مقتنيات المكتبة في العام 2005 ما يقارب 7,5 مليون مادة مطبوعة في على رفوف المكتبة, و 8,2 مليون ميكروفيلم, وميكروفون, وما يقارب 440,000 خريطة, وصورة, وقرص مضغوط, وتسجيلات صوتية وملفات إلكترونية, بالإضافة إلى مجموعة ضخمة من المصادر الإلكترونية والمواد الأرشيفية. وهي من أكبر المكتبات الأكاديمية في شمال أمريكا حيث تقع في المرتبة الحادية عشرة نظراً للعدد الكبير من المواد التي تشتمل عليها هذه المكتبة, كما حازت على هذه المرتبة من جانب أنها أحد أفضل المكتبات الأكاديمية, كما جاء في تقرير لجامعة برينستون في العام 2006.

## إدارة المكتبة
تعد مكتبة جامعة كورنيل أحد الأقسام الأكاديمية التابعة للجامعة. وقد تم توزيع مقتنيات المكتبة على 20 مكتبة فرعية في حرم الجامعة الرئيسي. وقد كانت هذه المكتبة أول مكتبة في جامعة أو كلية أمريكية تسمح للطلبة في مرحلة البكالوريوس في استعارة الكتب منها. تعد مكتبة أولين من أفرع المكتبة الرئيسية وهي مكتبة بحثية مختصة في العلوم الاجتماعية والإنسانية, أما مكتبة مان فهي متخصصة في مجال الزراعة والعلوم الحيوية وعلم البيئة البشري. وهنالك مكتبات أخرى تابعة تختص بالفنون وغيرها للعلوم الفيزيائية والقانون والإدارة والعمل وغيرها من المواضيع وفروع المعرفة. 

## تاريخ المكتبة
كان نظام المكتبة بادئ الأمر يشتمل على 18,000 كتاباً فقط كانت مخزنة في مبنى موريل في الجامعة. وقام أول قيم على المكتبة وهو السيد دانيال ويلارد فيسك بالتبرع بجميع أملاكه للمكتبة بعد وفاته, وهذا ما فعله الرئيس الأمريكي أندرو ديكنسون وايت كذلك. وقد ازدهرت المكتبة في زمن فيسك حيث تم السماح للطلبة في مرحلة البكالوريوس بالدخول إلى مخازن الكتب واستعارة الكتب, كما كانت المكتبة تعمل المكتبة لمدة 12 ساعة في اليوم, بخلاف المكتبات في الجامعات الأخرى, حيث كانت تفتح أبوابها لساعات معدودة فقط خلال الأسبوع كبقية المكتبات الأمريكية في ذلك الوقت، ولذلك سمّيت بالمكتبة التي لا تنام.

## وصلات خارجية
- الموقع الرسمي للمكتبة